# Tour de la República Checa
El Tour de la República Checa (oficialmente: Czech Tour), anteriormente Sazka Tour, es una carrera ciclista profesional por etapas que se disputa en la República Checa. 
Se creó en 2010 como carrera amateur. Un año después ascendió al UCI Europe Tour, dentro la categoría 2.2. A partir del año 2015 hace parte de la categoría 2.1.
Siempre ha tenido 4 etapas (3 + prólogo en su primera edición), la mayoría de ellas con inicio y final en Olomouc donde finaliza la prueba.

## Palmarés
| Año                     | Ganador           | Segundo                    | Tercero             |
| ----------------------- | ----------------- | -------------------------- | ------------------- |
| ediciones amateur       |                   |                            |                     |
| 2010                    | Leopold König     | Tomáš Bucháček             | Milan Kadlec        |
| ediciones profesionales |                   |                            |                     |
| 2011                    | Stanislav Kozubek | Dariusz Baranowski         | Jiří Hudeček        |
| 2012                    | František Padour  | Pável Kochetkov            | Sven Van Luijk      |
| 2013                    | Leopold König     | Kristian Haugaard          | Sven Van Luijk      |
| 2014                    | Martin Mortensen  | Nicolas Baldo              | Maroš Kováč         |
| 2015                    | Petr Vakoč        | Jan Bárta                  | Zdeněk Štybar       |
| 2016                    | Diego Ulissi      | Sebastian Langeveld        | Davide Rebellin     |
| 2017                    | Josef Černý       | Jan Bárta                  | Jan Tratnik         |
| 2018                    | Riccardo Zoidl    | Andreas Schillinger        | Aleksejs Saramotins |
| 2019                    | Daryl Impey       | Lucas Hamilton             | Michael Kukrle      |
| 2020                    | Damien Howson     | Jack Bauer                 | Markus Hoelgaard    |
| 2021                    | Filippo Zana      | Tobias Halland Johannessen | Rein Taaramäe       |
| 2022                    | Lorenzo Rota      | Anthon Charmig             | Kevin Colleoni      |
| 2023                    | Florian Lipowitz  | Ben Zwiehoff               | Jakub Otruba        |
| 2024                    | Marc Hirschi      | Diego Ulissi               | Sergio Higuita      |
| 2025                    |                   |                            |                     |

## Palmarés por países
| País            | Victorias |
| --------------- | --------- |
| República Checa | 6         |
| Italia          | 3         |
| Dinamarca       | 1         |
| Austria         | 1         |
| Sudáfrica       | 1         |
| Australia       | 1         |
| Alemania        | 1         |
| Suiza           | 1         |
| Bélgica         | 1         |